# Aviastar-SP
CJSC Aviastar-SP (russisch Авиастар-СП) ist eine russische Flugzeugfabrik mit Sitz in Uljanowsk, die 1976 gegründet wurde. Sie ist eine geschlossene Aktiengesellschaft, hat den sowjetischen Uljanowsker Industriekomplex für Luftfahrt (UAPK) ersetzt und fertigt die Frachtflugzeuge Antonow An-124 Ruslan, Iljuschin Il-76 und die gesamte Familie Tupolew-Tu-204 (außer Tu-214).

## Geschichte
Der Uljanowsker Industriekomplex für Luftfahrt (russisch Ульяновский авиационно-промышленный комплекс), bei der Umwandlung in eine Aktiengesellschaft im November 1991 in Aviastar umbenannt, wurde ab Anfang der 1970er Jahre für die Produktion einer neuen Generation strategischer Bomber (Tu-160) errichtet. Ab 1985 begann das Werk mit dem Bau des schweren Transportflugzeugs An-124, von dem es bis zum Zerfall der Sowjetunion und darüber bis 1995 die mit 33 Exemplaren größte Anzahl dieses Typs (56 % der Produktion) neben dem Kiewer Werk Nr. 473 fertigte. Das Unternehmen gilt als die größte Luftfahrtproduktionsanlage der Welt.
Es produziert das Langstrecken-Transportflugzeug An-124 und das 200-sitzige Mittelstreckenflugzeug Tu-204. Ursprünglich sollte Uljanowsk Flugzeug-, Avionik- und Triebwerkproduktionssanlagen in einem Komplex vereinen, die Avionik- und Triebwerksanlagen sind jedoch noch nicht fertiggestellt worden.
Das Werk besitzt außerdem 40.000 Hektar Ackerland, auf dem es Anfang der 1990er Jahre landwirtschaftliche Erzeugnisse für seine Arbeiter herstellte und zum Verkauf anbot. Aviastar-SP ist eine Tochter des Luftfahrtkonzerns United Aircraft Corporation, der seinerseits der staatlichen Rüstungs- und Technologieholding Rostec gehört.